# Arquidiócesis de Kunming
La arquidiócesis de Kunming (en latín: Archidioecesis Coenmimensis y en chino tradicional, 天主教昆明總教區; en chino simplificado, 天主教昆明总教区) es una circunscripción eclesiástica de la Iglesia católica en China. Se trata de una arquidiócesis latina, sede metropolitana de la provincia eclesiástica de Kunming. Desde el 30 de abril de 2006 su arzobispo es Giuseppe Ma Yinglin, aunque para el Anuario Pontificio es sede vacante desde el 30 de septiembre de 1973. La Asociación Patriótica Católica China la redujo a diócesis de Kunming en fecha no precisada, sin asentimiento de la Santa Sede.

## Territorio y organización

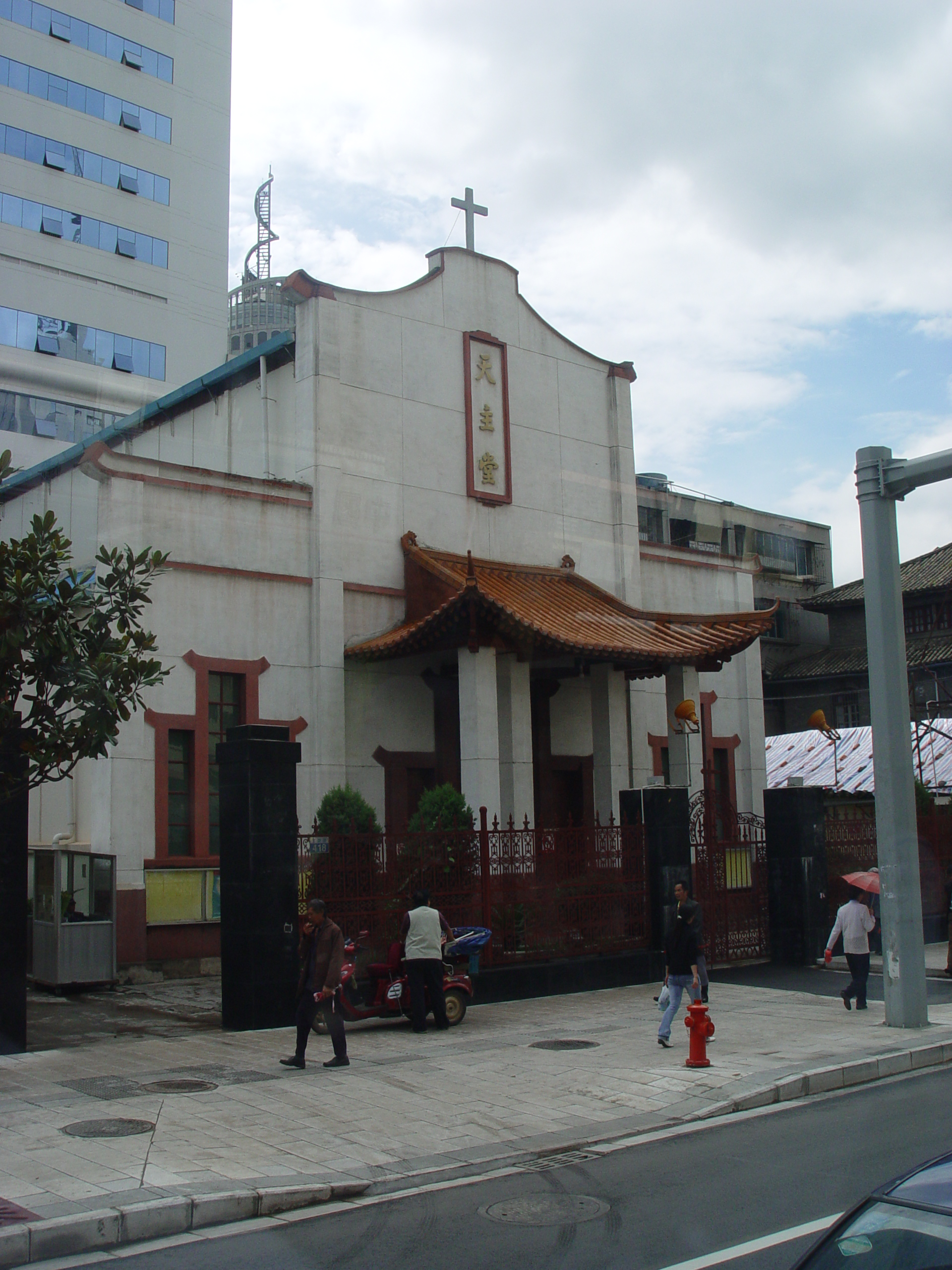
Antigua Catedral del Sagrado Corazón de Jesús, demolida en 2005

La arquidiócesis tiene 150 000 km² y extiende su jurisdicción sobre los fieles católicos de rito latino residentes en parte de la provincia de Yunnan.
La sede de la arquidiócesis se encuentra en la ciudad de Kunming, en donde se hallaba la Catedral del Sagrado Corazón de Jesús, que fue demolida por el gobierno en 2021 por considerarla una construcción ilegal. Había sido inaugurada en 2018 luego de que la catedral anterior, que estaba ubicada en el mismo sitio, fue demolida en 2009 por su estado ruinoso.
La arquidiócesis tiene como sufragánea a la diócesis de Dali.
En 1950 en la arquidiócesis existían 26 parroquias.

## Historia
En 1659 la evangelización de la provincia de Yunnan fue confiada al vicario apostólico de Tonkín, François Pallu, quien posteriormente la entregó a Gregory Luo Wen-zao (o López), vicario apostólico de Nankín.
El vicariato apostólico de Yunnan fue erigido el 15 de octubre de 1696 con el breve E sublimi Sedis del papa Inocencio XII, obteniendo el territorio de la diócesis de Nankín (hoy arquidiócesis de Nankín).
En 1781 fue suprimido y su territorio se unió al del vicariato apostólico de Szechwan (hoy diócesis de Chengdu).
El 28 de agosto de 1840 el vicariato apostólico de Yunnan fue restablecido en virtud del breve Cum ad augendam del papa Gregorio XVI y confiado a los misioneros de la Sociedad de las Misiones Extranjeras de París.
El 8 de diciembre de 1924 tomó el nuevo nombre de vicariato apostólico de Yunnanfu en virtud del decreto Vicarii et Praefecti de la Congregación de Propaganda Fide.
El 22 de noviembre de 1929 cedió la parte centro-oriental de la provincia para la erección de la misión sui iuris de Tali (hoy diócesis de Dali) mediante el breve Munus apostolicum del papa Pío XI.
El 8 de abril de 1935 cedió otra porción de su territorio para la erección de la prefectura apostólica de Zhaotong la bula Ad christianum del papa Pío XI.
El 11 de abril de 1946 el vicariato apostólico fue elevado a arquidiócesis metropolitana con la bula Quotidie Nos del papa Pío XII.
El Partido Comunista de China se impuso en la guerra civil, ocupó Kunming el 9 de diciembre de 1949 y proclamó la República Popular China el 1 de octubre de 1949. El 4 de septiembre de 1951 China comunista expulsó al nuncio apostólico Antonio Riberi y la Santa Sede continuó reconociendo a la República de China en Taiwán como el legítimo gobierno chino. Todos los misioneros extranjeros fueron expulsados de China comunista en 1952, entre ellos el arzobispo francés Alexandre-Joseph-Charles Derouineau.
La Asociación Patriótica Católica China fue creada con el apoyo de la Oficina de Asuntos Religiosos de la República Popular de China en 1957, con el objetivo de controlar las actividades de los católicos en China. Su nombre público es Iglesia católica china y es referida como la "Iglesia oficial" en contraposición a la "Iglesia subterránea" o "Iglesia clandestina" leal a la Santa Sede.
En el período de 1966 a 1976 la Revolución Cultural se ensañó especialmente contra la religión, destruyéndose numerosas iglesias y cesaron todas las actividades religiosas en la arquidiócesis. A principios de la década de 1980 la arquidiócesis reanudó sus operaciones. La Asociación Patriótica Católica China la redujo a diócesis de Kunming en fecha no precisada, sin asentimiento de la Santa Sede.
En 2000 la Santa Sede nombró a Lawrence Zhang Wen-Chang administrador apostólico de Kunming. Se mantuvo como tal hasta su muerte en 2012.
El 30 de abril de 2006 el sacerdote Joseph Ma Yinglin fue ordenado obispo "oficial"; este acto provocó un comunicado oficial de protesta de la Santa Sede, porque la ordenación se realizó sin "respetar las exigencias de la comunión con el papa" y dañó gravemente la unidad de la Iglesia. Yinglin es secretario general de la Conferencia Episcopal China y vicepresidente de la Asociación Patriótica Católica China.
El 12 de febrero de 2012 el sacerdote Laurent Zhang Wenchang, que administraba las tres diócesis de Yunnan: Kunming, Dali y Zhaotong en nombre de la Santa Sede desde el año 2000, falleció a la edad de 92 años.
El 22 de septiembre de 2018 se firmó en Pekín el Acuerdo provisional entre la Santa Sede y la República Popular de China sobre el nombramiento de los obispos. Tras el acuerdo, el papa Francisco readmitió al obispo "oficial" Giuseppe Ma Yinglin en la comunión eclesial. La comunicación de la Santa Sede sobre la tarea pastoral que le ha sido confiada como obispo de Kunming fue recibida por el interesado el 12 de diciembre de 2018 en Pekín en el marco de una celebración eclesial.
El 22 de octubre de 2020 el acuerdo fue prorrogado por otros dos años y en octubre de 2022 por otros dos años más.
Debido a la situación particular de la Iglesia católica en China, la Santa Sede no nombra obispos para las diócesis chinas, que son sedes oficialmente vacantes incluso en presencia de obispos reconocidos por Roma.

## Estadísticas
Según el Anuario Pontificio 2002 la arquidiócesis tenía a fines de 1950 un total de 10 025 fieles bautizados.
| Año                                                                             | Población            | Población | Población      | Sacerdotes | Sacerdotes    | Sacerdotes    | Bautizados por sacerdote | Diáconos permanentes | Religiosos | Religiosos | Parroquias |
| Año                                                                             | Bautizados católicos | Total     | % de católicos | Total      | Clero secular | Clero regular | Bautizados por sacerdote | Diáconos permanentes | Varones    | Mujeres    | Parroquias |
| ------------------------------------------------------------------------------- | -------------------- | --------- | -------------- | ---------- | ------------- | ------------- | ------------------------ | -------------------- | ---------- | ---------- | ---------- |
| 1950                                                                            | 10 025               | 8 000 000 | 0.1            | 46         | 40            | 6             | 217                      |                      | 9          | 42         | 26         |
| Fuente: Catholic-Hierarchy, que a su vez toma los datos del Anuario Pontificio. |                      |           |                |            |               |               |                          |                      |            |            |            |

## Episcopologio
- Philibert Leblanc, M.E.P. † (octubre de 1696-1707 renunció)
- Claude de Visdelou, S.I. † (12 de enero de 1708-11 de noviembre de 1737 falleció)
- Joachim Enjobert de Martillat, M.E.P. † (2 de octubre de 1739-24 de agosto de 1755 falleció)
  - Sede vacante (1755-1781)
  - Sede suprimida (1781-1840)
- Joseph Ponsot, M.E.P. † (21 de enero de 1841-17 de noviembre de 1880 falleció)
- Jean-Joseph Fenouil, M.E.P. † (29 de julio de 1881-10 de enero de 1907 falleció)
- Charles-Marie-Félix de Gorostarzu, M.E.P. † (10 de diciembre de 1907-27 de marzo de 1933 falleció)
- Georges-Marie-Joseph-Hubert-Ghislain de Jonghe d'Ardoye, M.E.P. † (3 de mayo de 1933-16 de octubre de 1938 nombrado delegado apostólico en Iraq[nota 1])
- Jean Larregain, M.E.P. † (13 de junio de 1939-2 de mayo de 1942 falleció)
- Alexandre-Joseph-Charles Derouineau, M.E.P. † (8 de diciembre de 1943-30 de septiembre de 1973 falleció)
  - Sede vacante
  - Kong Ling-zhong, P.S.P. † (24 de enero de 1962 consagrado-30 de octubre de 1992 falleció)
  - Giuseppe Ma Yinglin, consagrado el 30 de abril de 2006